# Щелконогова
Щелконогова — деревня в Тугулымском городском округе Свердловской области, России.

## Географическое положение
Деревня Щелконогова муниципального образования «Тугулымского городского округа» расположено в 20 километрах к востоку от посёлка Тугулым (по автотрассе в 25 километрах), в долине реки Айба (левого притока реки Пышма). В окрестностях деревни находится национальный парк «Припышминские Боры» (Тугулымская Дача).

## История
Деревня основана крестьянином Василием Щелконоговым. Первое упоминание деревни относится к 1719 году. Основным занятием жителей деревни была обработка и заготовка кормов.

## Население
В 1763 году население деревни составляло 140 человек, в 1900 году – 615 человек.
| 2002 | 2010 | 2021 |
| ---- | ---- | ---- |
| 161  | ↘124 | ↘63  |